# Krufter Bachtal

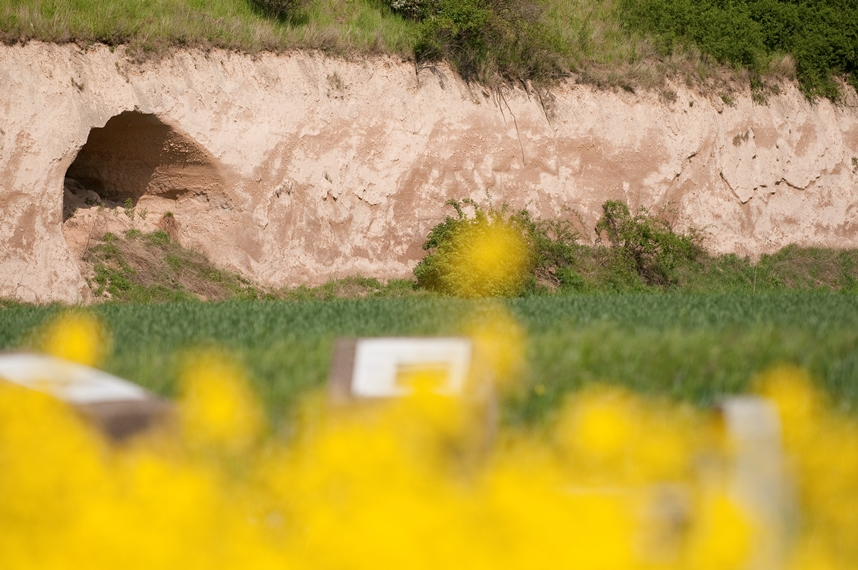
Krufter Bachtal, Stollenöffnung unterhalb der B256

Das Krufter Bachtal ist das Tal des Krufter Baches, der die Ortschaften Kruft und Kretz durchläuft und in Plaidt in die Nette mündet. Im Bereich des Krufter Bachtals zwischen Kretz und Plaidt finden sich Ablagerungen des Laacher-See-Vulkanausbruchs, Abbauspuren der Römer- und Neuzeit sowie das Kulturdenkmal Pommerhof, ein Gut aus dem frühen Mittelalter. Besonders markante Abbauspuren des Tuffsteins, große Stollenöffnungen, sind unterhalb der B 256 zwischen Kretz und Plaidt zu sehen.

## Entstehungsgeschichte
Das Krufter Bachtal ist geprägt vom Ausbruch des Laacher See-Vulkans vor ca. 13.000 Jahren. Die Eruptionen führten zu mächtigen Ablagerungen vulkanischen Gesteins. Aus der ersten Ausbruchsphase stammt eine etwa 1 Meter mächtige, helle Bimsschicht, die heute zuunterst liegt. Glutlawinen der zweiten Ausbruchsphase führten zu mächtigen Tuffschichten; etwa 14 Meter fester Tuffstein und darüber etwa 12 Meter Tauch. Bei letzterem handelt es sich um weniger stark verfestigte Aschen. Darüber folgt eine Tuffschicht, die mit Regenwasser in Berührung kam und sich dadurch ebenfalls in festen Tuffstein verwandelt hatte. Nur diese etwa 4 Meter mächtige Schicht war für die Bergarbeiter in römischer Zeit erreichbar und trägt daher auch den Namen „Römertuff“. In der letzten Phase des Vulkanausbruchs kam es zu intensivem Bims-Niederschlag, der die darunter liegenden Schichten mit einer etwa 3 Meter starken Lage aus Bims überdeckte. Auf dem Bims bildete sich eine Humusschicht und Vegetation. Der Krufter Bach, der beim Ausbruch verschüttet wurde, grub sich ein neues Bett durch die Bims- und in die Tuffschicht hinein.

## Tuffsteinabbau

### Römerzeit
Entlang des Baches sind immer wieder Aufschlüsse zu sehen. Man geht davon aus, dass die Ingenieure der römischen Armee an diesen Aufschlüssen zum ersten Mal auf Tuffstein stießen.
Die meisten Spuren des römischen Abbaus befinden bzw. fanden sich jedoch Untertage. So stand die alte Plaidter Pfarrkirche „auf Pfeilern“, also auf einem römischen Tuffsteinbruch. Aus Sicherheitsgründen ließen die Römer in Abständen „Pfeiler“ aus Tuffstein stehen. Ein heute noch sichtbares Zeugnis des römischen Untertage-Tuffabbaus befindet sich unweit des Krufter Bachtals im Römerbergwerk Meurin. Hier wurde ein Teil eines 2.000 Jahre alten römischen Tuffbergwerks freigelegt, konserviert und touristisch erschlossen.

### 17. bis 19. Jahrhundert
Zwischen 1627 und 1858 wurde der Tuffstein im Krufter Bachtal durch Sprengung Untertage abgebaut, was Bohrlöcher in den Wänden belegen. Die Definition des Zeitraums beruht auf folgenden Fakten: Die Anwendung der Sprengtechnik ist im europäischen Bergbau erstmals um 1627 nachgewiesen. Aufgrund der Gefahren wurde die unterirdische Tuffsteingewinnung 1858 verboten.
Zum Abbau wurden in etwa 15 Meter Tiefe gut 3 Meter breite Gänge in den Stein getrieben. Der Abstand zwischen den Gängen betrug etwa 20 bis zu 40 Meter.  Es entstand ein rechtwinklig angelegtes unterirdisches Stollensystem von ca. 250 m × 150 m.
Durch die Sprengung wurde der Tuffstein bereits in kleinere Stücke zerlegt. Von Hand nochmals zerkleinert wurden die Steine über Tage auf Arken gestapelt. Nach einer Trocknungszeit von etwa 2 Wochen wurden die Steine zu feinem Gesteinsmehl, zu Trass, zermahlen. Trass hat hydraulische Eigenschaften und wurde in Verbindung mit Kalk zur Herstellung eines wasserfesten Mörtels verwendet.

## Entdeckung des Stollensystems

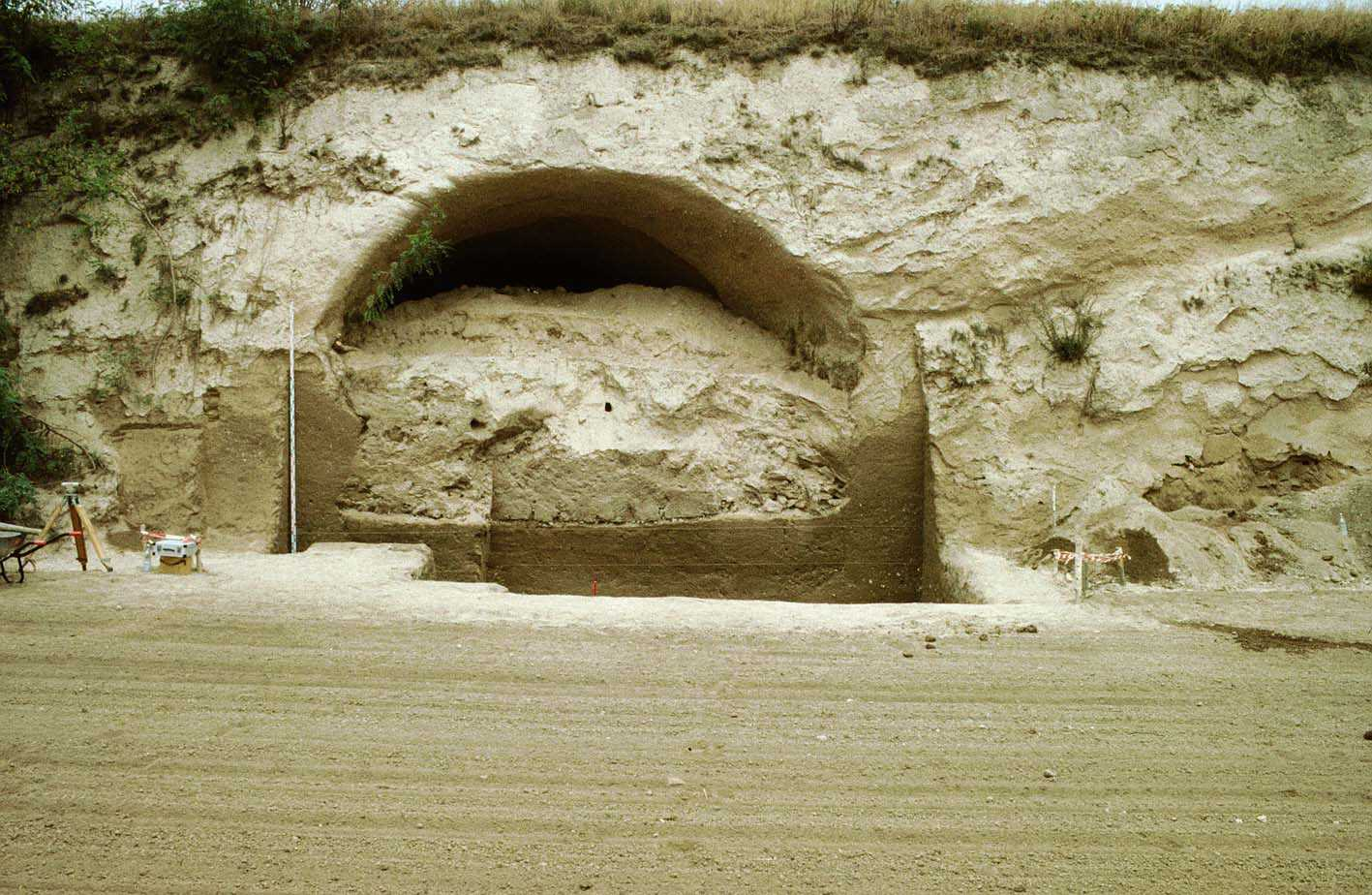
Stollenanschnitt während der Ausgrabung 1997 im Krufter Bachtal

1957 kam es nördlich des Krufter Bachtals und des unterirdischen Stollensystems in einem Abwasserteich einer Bimswaschanlage der Trassgrube Herfeldt zu einem Dammbruch. Das Wasser spülte einen der Teil der bis dahin unbekannten Stollen frei. Der Archäologe Josef Röder untersuchte mit Sepp Leiß aus Plaidt die überfluteten Gänge, teils per Boot, und fertigte einen genauen Plan des Stollensystems an. Es zeigte sich, dass die eigentlichen Abbaubereiche viel tiefer gelegen haben. Durch immer neue Einstürze der Decken waren die Gänge im Laufe der Zeit in die Höhe gewachsen. Offene Fragen zur Abbautechnik und zum Alter des Bergwerks konnten zu dieser Zeit nicht beantwortet werden.
Durch das erneute Einstürzen der Stollendecken in den folgenden Jahren kam es immer wieder zum Absacken der über dem Stollensystem verlaufenden Straße (heute die Bundesstraße 256). Die Stollen im Straßenbereich wurden daher in den 80er Jahren mit Zement verfüllt.
Als 1970 auf dem Acker unterhalb der Bundesstraße die Tuffschichten abgebaut wurden (die darüber befindliche Bimsschicht wurde bereits in den 60er Jahren abgebaut), ist ein Bereich des Stollensystems sichtbar geworden. Im Rahmen der Vulkanpark-Forschungen führten 1997 Archäologen des Römisch-Germanischen Zentralmuseums Mainz einen Stollenanschnitt durch. Die Tiefe und Ausdehnung des Stollens konnten so exakt ermittelt werden. Auch der Beweis für das Alter des Stollens wurde gefunden: zwei Sprengstoffbohrlöcher.

## Pommerhof
Der Pommerhof ist ein Gutshof im Krufter Bachtal, dessen Gründung in das frühe Mittelalter zurückgeht. 1953 wurde in der Nähe des Hofes ein Friedhof aus fränkischer Zeit mit 84 Gräbern entdeckt. Die Verstorbenen des Guts wurden hier zwischen 600 und 680 n. Chr. bestattet. Die Anzahl der Gräbern lässt darauf schließen, dass an der Stelle des Pommerhofs schon im frühen Mittelalter ein größeres Gut stand, auf dem eine Hofgemeinschaft von durchschnittlich 45 Personen lebte.

## Freizeit
Das Krufter Bachtal gehört zu den Landschaftsdenkmälern des Vulkanparks. Ein Wanderweg führt vom Vulkanpark Infozentrum durch den Rauscherpark und das Krufter Bachtal bis zum Römerbergwerk Meurin.